# Вега, Висенте
Висенте Вега (исп. Vicente Vega; 21 февраля 1955, Маракай — 13 января 2025) — венесуэльский футболист, игравший на позиции вратаря.

## Клубная карьера
Висенте Вега является воспитанником «Индепендьенте» из родного Маракая; в 1975 году в 16-летнем возрасте он подписал свой первый профессиональный контракт с «Депортиво Тачира». Два года спустя перешел в «Португеса», где изначально рассматривался как третий вратарь команды. Завоевав статус основного голкипера, Вега в течение 10 лет, проведённых в клубе, дважды становился чемпионом Венесуэлы (1977 и 1978), а также принимал участие в Кубке Либертадорес.
Последние 4 сезона провёл в «Депортиво Италия».

## Карьера в сборной
В 1974 году был основным вратарём сборной Венесуэлы до 20 лет на молодёжном чемпионате Южной Америки, проходившем в Чили.
За основную национальную сборную с 1975 по 1983 годы отыграл 15 матчей. Являлся членом венесуэльской команды на Кубках Америки 1975, 1979 и 1983 годов; также принимал участие в отборочной кампании к чемпионату мира 1982 года.

## Достижения

### Командные
Португеса:
- чемпион Венесуэлы: (2) 1977, 1978
- обладатель Кубка Венесуэлы: (1) 1977

## Личная жизнь
Сын Ренни Вега также стал вратарём, провёл 66 матчей в составе сборной Венесуэлы. Внук Хесус Вега пошёл по стопам отца и деда; с 2024 года защищает ворота «Депортиво Миранда».
Скончался 13 января 2025 года в возрасте 69 лет от осложнений, вызванных диабетом.